# Leptynia
Leptynia is een geslacht van wandelende takken uit de familie Bacillidae. De wetenschappelijke naam van dit geslacht is voor het eerst geldig gepubliceerd in 1890 door Pantel.

## Soorten
Het geslacht Leptynia omvat de volgende soorten:
- Leptynia acuta (Karsch, 1898)
- Leptynia annaepaulae Scali, Milani & Passamonti, 2012
- Leptynia attenuata Pantel, 1890
- Leptynia caprai Scali, 1996
- Leptynia montana Scali, 1996